# FK Astana-1964
FK Astana je nogometni klub iz grada Astane u Kazahstanu. Domaće utakmice igra na Stadionu Kažimukan Munaitpasov koji prima 12.343.

## Povijest
Utemeljen je 1964., a od utemeljenja, mnogo je puta mijenjao imena.
Valja napomenuti da se grad, odakle je ovaj klub, prije zvao Celinograd, odakle izvođenje imena Celinnik i Cesna.
- 1964.: utemeljenje pod imenom Dinamo Celinograd
- 1975.: preimenovan u Celinnik
- 1994.: preimenovan u Cesna Astana
- 1996.: preimenovan u Celinnik Astana
- 1997.: preimenovan u FK Astana
- 1997.: preimenovan u FK Ženis Astana
- 2002.: 1. sudjelovanje u euro-kupovima (C1) (sezona 2002/03.)
- 2006.: neposredno prije sezone, preimenovan u FK Astana

## Klupski uspjesi
- Kazahstansko prvenstvo: 
  - Prvaci (2): 2000., 2001.

- Kazahstanski kup:
  - Pobjednik (3): 2001., 2002., 2005.
  - Finalist (1): 2001.

## Vanjske poveznice
- Službene stranice (na ruskom)